# Janice (województwo łódzkie)
Janice – wieś w Polsce położona w województwie łódzkim, w powiecie łęczyckim, w gminie Daszyna. Liczy 32 dorosłych mieszkańców (24 kobiety i 8 mężczyzn).
W latach 1975–1998 miejscowość administracyjnie należała do województwa płockiego.